# Ева Арндт
Ева Арндт (дан. Eva Arndt, 27 листопада 1919 — 18 червня 1993) — данська плавчиня.
Призерка Олімпійських Ігор 1948 року, учасниця 1936 року.
Чемпіонка Європи з водних видів спорту 1938 року.